# Mess (rijeka)
Mess je rijeka koja teče kroz Luksemburg, spajajući se s Alzette kod Lameschmillena, blizu Bergema. Protječe kroz gradove Reckange-sur-Mess i Pontpierre.

## Vanjske poveznice
|  | Zajednički poslužitelj ima još gradiva o temi Mess (rijeka) |